# Copa Upton Park 2015
La Upton Park Cup 2015 fue la 96.ª edición de la Upton Park Cup. El encuentrose disputó el 25 de abril de 2015 entre el Saint Paul's, vencedor de la Jersey Premiership 2014-15m y el North AC, ganador de la División 1 de Guernsey 2014-15, en Springfield, Jersey. 

## Partido
| Bandera de Jersey   | Saint Paul's |  |  | Campeón de la Jersey Premiership 2014-15     |
| Bandera de Guernsey | North AC     |  |  | Campeón de la División 1 de Guernsey 2014-15 |

## Final
El Saint Paul's se corona campeón tras derrotar por 9 a 0 al North AC consiguiendo así su 8ª entorchado y el segundo de manera consecutiva. Esta fue la victoria más grande en la historia del torneo, superando al Guernsey Rangers 7-0 Jersey Wanderers.
| Saint Paul's | Saint Paul's 9                                                                                                  | North AC 0 | North AC |
| Saint Paul's | 25 de abril de 2015 Springfield, Jersey Final de la Upton Park Cup 2015                                         |            | North AC |
| Saint Paul's | 6' 90+1' Luke Watson · 10' 73' Craig Russell · 23' Kieran Lester · 27' 68' 84' Craig Leitch · 50' Cavaghn Miley |            | North AC |

|                                      |
| Campeón Saint Paul's 8ºTítulo título |